# 那覇空港自動車道

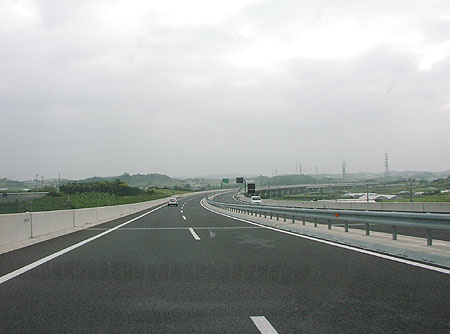
那覇空港自動車道

那覇空港自動車道（なはくうこうじどうしゃどう、英語: NAHA-AIRPORT EXPWY）は、沖縄県にある高速道路（高規格幹線道路）である。国道506号の自動車専用道路。略称は那覇空港道（なはくうこうどう）、空港道（くうこうどう）。
沖縄県中頭郡西原町の西原JCTで沖縄自動車道から分岐して、沖縄自動車道と那覇空港を結び、沖縄本島の高速交通体系の形成や、那覇都市圏の交通を支える幹線道路網の骨格をなす。延長約20 km。
高速道路ナンバリングによる路線番号は、沖縄自動車道とともに「E58」が割り振られている。

## 概要
- 距離：約20 km（うち供用区間は12.1 km）

下記の区間に分けられる。
小禄道路
那覇空港IC（仮称） - 豊見城・名嘉地IC。事業中区間。
豊見城東道路
豊見城・名嘉地IC - 南風原南IC。無料区間。
南風原道路
南風原南IC - 西原JCT。2009年3月28日無料開放。

### 小禄道路
小禄道路は、那覇空港IC（仮称、那覇市） - 豊見城・名嘉地IC（豊見城市）の区間。全区間未供用。なお同じ区間を並行して通っている小禄バイパス（国道331号）とは別路線。
2011年度に事業化された。この路線が開通すると、那覇空港と沖縄島北部とのアクセスが飛躍的に向上することが予想される。小禄道路の起点側は、2011年8月に開通した那覇西道路と接続されることになる。

### 豊見城東道路
豊見城東道路は、豊見城・名嘉地IC（豊見城市） - 南風原南IC（南風原町）の区間。
当初より料金は無料である。暫定2車線のため混雑しやすい状況にあったが、南風原南IC - 豊見城・名嘉地ICのほぼ全線で4車線化され、混雑は現在解消している。

### 南風原道路
南風原道路は、南風原南IC（南風原町） - 西原JCT（西原町）の区間。
総事業費は約840億円で、公共事業費などを除く日本道路公団が負担した費用は約29億円（主に路面舗装費用）である。
九州・沖縄サミットの開催に合わせて、2000年6月28日に全線開通した。4車線で、最高速度は時速80 km/h。那覇空港道の唯一の有料区間だったが、予想以上に収益が良いため当初の償還予定より30年以上前倒し、開通後9年弱の2009年3月28日午前0時より無料開放された。

### 国道506号としてのデータ
一般国道の路線を指定する政令に基づく起終点および重要な経過地は次のとおり。
- 起点：那覇空港
- 終点：沖縄県中頭郡西原町（字池田田味名474番3（西原JCT））
- 重要な経過地：沖縄県島尻郡豊見城村[6]、同郡南風原町
- 総延長 : 11.7 km[7][注釈 2]
- 重用延長 : なし[7][注釈 2]
- 未供用延長 : なし[7][注釈 2]
- 実延長 : 11.7 km[7][注釈 2]
  - 現道 : 11.7 km[7][注釈 2]
  - 旧道 : なし[7][注釈 2]
  - 新道 : なし[7][注釈 2]
- 指定区間：那覇市字鏡水水溜屋原1011番1 - 沖縄県中頭郡西原町字池田我喜又408番1（全線）[8]

## インターチェンジなど
- 全区間沖縄県内に所在。
- IC番号欄の背景色が■である部分については道路が供用済みの区間を示している。また、施設名欄の背景色が■である部分は施設が供用されていない、または完成していないことを示す。未開通区間の名称は仮称である。

| IC 番号                              | 施設名           | 接続路線名                                      | 西原 から (km) | 備考                                                | 所在地          |
| ------------------------------------ | ---------------- | ----------------------------------------------- | -------------- | --------------------------------------------------- | --------------- |
| 1-1                                  | 西原JCT          | E58 沖縄自動車道                                | 0.0            | 許田方面にのみ接続                                  | 中頭郡 西原町   |
| -                                    | 西原JCT料金所    | -                                               | 0.0            | 本線料金所                                          | 中頭郡 西原町   |
| A1                                   | 南風原北IC       | 国道329号                                       | 1.7            |                                                     | 島尻郡 南風原町 |
| -                                    | 南風原JCT        | 南部東道路（事業中）                            | -              | 2020年代後半開通予定                                | 島尻郡 南風原町 |
| A2                                   | 南風原南IC       | 県道82号那覇糸満線/国道507号                    | 5.9            |                                                     | 島尻郡 南風原町 |
| A3                                   | 豊見城IC         | 県道7号奥武山米須線                             | 9.4            |                                                     | 豊見城市        |
| -                                    | 豊見城トンネル   | -                                               |                | 延長: 1,424 m                                       | 豊見城市        |
| A4                                   | 豊見城・名嘉地IC | 県道256号豊見城糸満線 国道331号（小禄バイパス） | 12.1           |                                                     | 豊見城市        |
| -                                    | 瀬長IC           | 国道331号（豊見城道路）                         | -              | 那覇空港方面出入口 2021年4月から5か年程度で開通予定 | 豊見城市        |
| -                                    | 那覇空港IC       | 国道332号                                       | -              | 2021年4月から5か年程度で開通予定                    | 那覇市          |
| 沖縄西海岸道路（国道58号那覇西道路） |                  |                                                 |                |                                                     |                 |

## 沿革
- 1987年（昭和62年）6月30日 : 高規格幹線道路として構想。
- 1988年（昭和63年）度 : 南風原道路 事業化。
- 1989年（平成元年）
  - 8月8日 : 南風原道路・豊見城東道路 基本計画決定。
  - 12月25日 : 有料道路「那覇空港自動車道（南風原道路）」新設工事を開始[12]。
- 1990年（平成2年）7月17日 : 南風原道路・豊見城東道路 都市計画決定。
- 1990年（平成2年）度 : 南風原道路 用地買収着手。
- 1991年（平成3年）度 : 豊見城東道路 事業化。
- 1992年（平成4年）4月1日 : 一般国道506号を指定する[13]。
- 1992年（平成4年）度 : 南風原道路 着工。
- 1993年（平成5年）4月8日 : 一般国道506号に指定区間を置く[14]。
- 1993年（平成5年）度 : 豊見城東道路 用地買収着手。
- 1996年（平成8年）度 : 豊見城東道路 着工。
- 2000年（平成12年）
  - 6月23日 : 南風原南IC - 西原JCT間が自動車専用道路・南風原道路として正式指定される[15]。
  - 6月27日 : 南風原道路　南風原南IC - 西原JCT間 工事終了[16]。
  - 6月28日 : 南風原道路　南風原南IC - 西原JCT間　開通。料金徴収期間を2040年6月27日までとする[17]。
- 2003年（平成15年）
  - 4月25日 : 豊見城東道路の豊見城IC - 南風原南IC間 工事終了[18]。
  - 4月26日 :  豊見城IC - 南風原南IC間が自動車専用道路・豊見城東道路として正式指定され[19]、開通[20]。
- 2006年（平成18年）3月31日 : 南風原道路　の料金徴収期間を2009年8月19日までとする[21]。
- 2008年（平成20年）
  - 3月14日 : 豊見城・名嘉地IC - 豊見城IC間が自動車専用道路・豊見城東道路として正式指定される[22]。
  - 3月22日 : 豊見城東道路の豊見城IC - 豊見城・名嘉地IC間 開通[23]。
- 2009年（平成21年）3月28日 : 南風原道路 無料開放[24]。
- 2010年（平成22年）4月12日 : 豊見城・名嘉地ICの小禄バイパス接続ランプ完成。
- 2014年（平成26年）3月31日 : 豊見城東道路　豊見城IC - 南風原南IC間 4車線化。
- 2015年（平成27年）3月3日 : 豊見城東道路　豊見城・名嘉地IC - 豊見城IC間 4車線化[25]。

### 開通予定年度
- 2021年4月から5か年程度 : 豊見城・名嘉地IC - 那覇空港IC[11][注釈 3]
- 2020年代後半 : 南風原JCT[9][10]

## 交通量
24時間交通量（台）　道路交通センサス
| 区間                                                  | 平成17（2005）年度 | 平成22（2010）年度 | 平成27（2015）年度 | 令和3（2021）年度 |
| ----------------------------------------------------- | ------------------ | ------------------ | ------------------ | ----------------- |
| 西原JCT - 南風原北IC                                  | 17,539             | 44,513             | 39,086             | 39,897            |
| 南風原北IC - 南風原南IC                               | 17,465             | 42,861             | 51,836             | 52,245            |
| 南風原南IC - 豊見城IC                                 | 15,321             | 35,969             | 41,991             | 44,407            |
| 豊見城IC - 豊見城・名嘉地IC                           | 15,321             | 22,441             | 29,964             | 34,019            |
| 豊見城・名嘉地IC - 豊見城・名嘉地IC那覇空港方面出入口 | 調査当時未開通     | 調査当時未開通     | 17,150             | 20,180            |
| 豊見城・名嘉地IC - 那覇空港IC間                       | 未開通             | 未開通             | 未開通             | 未開通            |

（出典：「平成22年度道路交通センサス」・「平成27年度全国道路・街路交通情勢調査」・「令和3年度全国道路・街路交通情勢調査」（国土交通省ホームページ）より一部データを抜粋して作成）

## 地理

### 通過する自治体
- 沖縄県
  - 豊見城市 - 島尻郡八重瀬町 - 島尻郡南風原町 - 中頭郡西原町

### 接続する高速道路
- E58 沖縄自動車道（西原JCTで接続）
- 南部東道路（南風原JCTで接続予定、事業中）

## 路線バス
やんばる急行バスが全区間、那覇市街や浦添市などを経由しない一部の急行便に限り通過している。